# Guàrdia dels Prats
Guardia dels Prats (oficialmente y en catalán Guàrdia dels Prats) es una localidad española del municipio de Montblanch, perteneciente a la provincia de Tarragona, en la comunidad autónoma de Cataluña.

## Toponimia
El nombre del lugar puede encontrarse mencionado con las variantes Guardia del Prats y Guàrdia dels Prats.

## Historia
A mediados del siglo XIX, el lugar, por entonces con ayuntamiento propio, tenía contabilizada una población de 324 habitantes. Aparece descrito en el noveno volumen del Diccionario geográfico-estadístico-histórico de España y sus posesiones de Ultramar de Pascual Madoz de la siguiente manera:

GUARDIA DEL PRATS: l. con ayunt. en la prov. y dióc. de Tarragona (7 1/2 hor.), part. jud. de Monblanch (1/4), aud. terr., c. g. de Barcelona: sit. en la falda de una pequeña altura, poco mas elevada que las casas, donde existió ant. un cast.: goza de buena ventilacion y clima sano. Tiene 52 casas habitadas, y muchas arruinadas; una igl. parr. dedicada á San Pedro Armengol, cuyo cuerpo se conserva en una urna, y se venera en la capilla de su nombre que forma parte de este templo; sirve la parr. un cura de primer ascenso de provision real y ordinaria. El térm. confina N. Blancafort; E. Pira, Pignatell y Montblanch; S. este último, y O. Espluga de Francoli; á 1/4 de hor. de la pobl., hay una ermita pequeña, con un huerto contiguo; dedicada á Ntra. Sra. del Prats, y cuya primitiva fundacion se dice que fué un convento de frailes Mercedarios que se trasladaron al seminario estramuros de Montblanch. El terreno es todo llano, muy fértil, con algunos baldios; y á la parte N. albinoso y húmedo y poblado de huertas, que riegan la aguas del r. Antequera; estas y las de los torrentes que vienen de Espluga, Blancafort y Solivella, fertilizan este suelo, y dan impulso á las ruedas de 2 molinos de harina. Los caminos son de rueda y locales, ademas de la carretera que conduce de Tarragona á Tárrega. El correo se recibe de la cab. del part. prod.: vino, legumbres, cáñamo y hortalizas: cria algun ganado y caza. ind.: los mencionados molinos y elaboracion de aguardiente. comercio: de ganado lanar y cabrio, esportacion de los prod. de la ind. é importacion de los articulos de que carece. pobl.: 60 vec., 324 alm. cap. prod.: 3.424,555. imp.: 118,145.
(Madoz, 1847, p. 54)

En 2023 la entidad singular de población de Guardia dels Prats, perteneciente al municipio de Montblanch, tenía empadronados 183 habitantes.